# Alberto Bergamini
Alberto Bergamini (San Giovanni in Persiceto, 1º giugno 1871 – Roma, 22 dicembre 1962) è stato un giornalista e politico italiano.

## Biografia

### L'inizio della carriera
Dopo una formazione basata sugli studi tecnici, seguiti dagli studi letterari, giovanissimo iniziò a collaborare con Il Resto del Carlino. Nel 1891 passò al Corriere del Polesine, quotidiano di Rovigo espressione del gruppo liberale-monarchico. Dopo pochi anni fu nominato direttore dai proprietari, gli agrari della provincia (febbraio 1893). Le sue doti organizzative non passarono inosservate: nel luglio 1898 Luigi Albertini, segretario di redazione del Corriere della Sera, che lo aveva conosciuto due anni prima (i due erano coetanei) ed aveva seguito negli anni l'evoluzione del suo giornale, lo segnalò a Eugenio Torelli Viollier, che lo assunse. Bergamini andò a Roma, dove affiancò Michele Torraca, capo dell'ufficio romano del quotidiano milanese.
Nel 1900 Albertini, diventato nuovo direttore del Corriere, lo chiamò a Milano. Bergamini lavorò al suo fianco come segretario di redazione, una figura di collegamento tra i giornalisti e la direzione (ruolo che svolse anche Albertini quando fu assunto nel quotidiano di via Solferino).

### Direttore delGiornale d'Italia
Quando, nel 1901, i politici Sidney Sonnino e Antonio Salandra decisero di fondare un nuovo quotidiano liberal-nazionale a Roma, chiesero ad Albertini un consiglio su chi mettere a capo del nuovo giornale. Albertini fece loro il nome di Bergamini, anche se ciò gli costò la privazione di un collaboratore cui teneva molto. Nel Giornale d'Italia (il cui primo numero uscì il 16 novembre 1901) Bergamini ebbe il doppio ruolo di direttore e socio accomandante (cioè amministratore) (come Albertini al Corriere). Con lui passò dal Corriere al nuovo quotidiano anche Domenico Oliva, già di stanza a Roma come deputato al Parlamento.
Bergamini è passato alla storia del giornalismo italiano per l'invenzione della Terza pagina e per l'adozione, in essa, del carattere tipografico elzeviro. La prima «terza pagina» uscì, l'11 dicembre 1901, in occasione della prima della tragedia Francesca da Rimini di Gabriele D'Annunzio, con protagonista Eleonora Duse, presso il Teatro Costanzi di Roma. All'entrata dell'Italia nella prima guerra mondiale, il 3 giugno 1915 Bergamini fece richiesta al ministro della Guerra, Zuppelli, per essere arruolato volontario. La domanda non ebbe accoglimento ed egli restò per tutta la durata del conflitto alla direzione del giornale.
Il 3 ottobre 1920 venne nominato senatore del Regno. Nei primi anni venti irruppe sulla scena politica nazionale il movimento fascista. Nonostante Bergamini mostrasse un iniziale interesse, non tardò a notarne la carica sovversiva. Ebbe presto uno scontro personale con Benito Mussolini. Il 31 ottobre Mussolini diventò capo del governo, neanche un mese dopo (23 novembre) moriva Sidney Sonnino. Oltre a lasciarlo solo alla guida del giornale, veniva a mancare a Bergamini un sostegno importante dentro i palazzi del potere.

### Il ritiro a vita privata
(Testimonianza di Alberto Bergamini del primo febbraio 1945)
Nel novembre 1923, dopo 22 anni ininterrotti nel ruolo di direttore ed amministratore del quotidiano, Bergamini si dimise: aveva capito che se avesse continuato in libertà il proprio lavoro sarebbe andato incontro a gravi inconvenienti personali con il Governo. Oltre a lasciare la direzione, cedette anche le sue quote della società editrice. Bergamini dichiarò che il Giornale d'Italia vendeva in media 300 000 copie. Successivamente si accostò ai gruppi liberali facenti capo a Ivanoe Bonomi e ad Alessandro Casati.
Il 27 febbraio 1924 subì un'aggressione mentre rientrava in casa, rimanendo ferito da colpi di pugnale. Ritenendo di essere stato vittima di un delitto a sfondo politico, decise quindi di lasciare Roma. Il 20 marzo presentò le dimissioni da presidente dell'Associazione Nazionale della Stampa(era stato eletto al vertice dell'organismo il 1º ottobre 1923) e si ritirò nella dimora collinare di Monte Folone (comune di Gubbio), venendo a Roma per recarsi al Senato soltanto in limitate occasioni. Nel maggio 1929, insieme a Benedetto Croce e Francesco Ruffini criticò il Concordato, votando contro la ratifica dei patti lateranensi. Nel 1942 riprende la residenza di Roma, in piazza del Popolo.

### Il rientro nella vita pubblica
Nel 1943 entrò a far parte dei Gruppi di Ricostruzione, organismi che raccoglievano liberali, cattolici liberali e social-riformisti. Scopo della loro azione era convincere il re a liquidare Mussolini e riassumere i pieni poteri. Collaborò anche con l'organo del movimento, La Ricostruzione. Fronte unico della libertà, diretto da Ivanoe Bonomi. Il 26 luglio aderì al «Comitato delle opposizioni» promosso da Bonomi, Alessandro Casati e Tommaso Della Torretta insieme ad Alcide De Gasperi, Giuseppe Spataro, Meuccio Ruini e Giovanni Gronchi. Ospitò nella sua abitazione qualche riunione del Comitato.
All'indomani del 25 luglio 1943, data che sancì la caduta del fascismo, fu richiamato alla direzione del Giornale d'Italia. Inoltre fu eletto vicepresidente della ricostituita Federazione Nazionale della Stampa (FNSI). Costituì una sua formazione politica, «Concentrazione liberale». Dopo l'8 settembre, però, fu arrestato dai tedeschi e condotto in prigione con l'accusa di aver partecipato al colpo di stato che aveva destituito Mussolini. Nel febbraio 1944 riuscì, assieme ad altri detenuti, ad evadere e si rifugiò nel Palazzo del Laterano, dove si trovavano anche Ivanoe Bonomi ed altri membri del Comitato di Liberazione Nazionale, nonché Giuseppe Saragat.

All'indomani della Liberazione di Roma, il 7 giugno 1944 fu eletto presidente della FNSI. Ma pochi mesi dopo ricevette un attacco da parte del quotidiano del PCI l'Unità. Ritenendolo lesivo nei suoi confronti, rassegnò le dimissioni. Il Psychological Warfare Branch (PWB) anglo-americano gli offrì la direzione del Giornale d'Italia. Bergamini rifiutò perché la richiesta comprendeva anche il mutamento del nome del quotidiano.
Nel 1946 fu eletto all'Assemblea costituente; successivamente venne nominato senatore. Durante la campagna referendaria appoggiò la Monarchia. Nel 1951 pubblicò una Storia del «Giornale d'Italia», con nota introduttiva di Salvatore Valitutti, in cui rievocò le circostanze che avevano prodotto la nascita del quotidiano e le vicende che ne avevano accompagnato la crescita. Dal 30 aprile 1956 al gennaio 1962 fu di nuovo presidente della Federazione Nazionale della Stampa, mostrando fino ai suoi ultimi anni un estremo attaccamento ai problemi inerenti alla sua professione.
Dopo un malore che lo colpì mentre era nella biblioteca del Senato, morì a Roma il 22 dicembre 1962.

## Premi ed onorificenze
- Premio Saint Vincent per il giornalismo, 1959.

## Il Fondo Bergamini
Per sua espressa volontà (messa per iscritto nel testamento) i libri della biblioteca personale e i documenti da lui raccolti al Giornale dovevano essere conservati nel paese natale, San Giovanni in Persiceto.

Nel 1963 la biblioteca civica ha ricevuto 8.800 volumi (molti di letteratura italiana e francese in edizione e lingua originale), 3.700 lettere da amici, scrittori e uomini politici, oltre a numerosi manoscritti. Finora, del carteggio bergaminiano è stata pubblicata la parte che riguarda Sidney Sonnino.
Il 7 settembre 1980 la Poligrafici Editoriale (ultima proprietaria del Giornale d'Italia) ha donato alla biblioteca la raccolta completa de Il Giornale d'Italia (1901-1976), Il Piccolo Giornale d'Italia (1912-1944), Il Giornale d'Italia Agricolo (1920-1975), Il Giornale d'Italia della Domenica (1931-34 e 1954-59), oltre all'archivio redazionale del Giornale d'Italia, costituito da migliaia di fotografie (che coprono un arco che va dagli anni venti agli anni settanta), ritagli di giornali e documenti vari.